# Molophilus (Molophilus) celaenoleucus
Molophilus (Molophilus) celaenoleucus is een tweevleugelige uit de familie steltmuggen (Limoniidae). De soort komt voor in het Australaziatisch gebied.